# Badugi

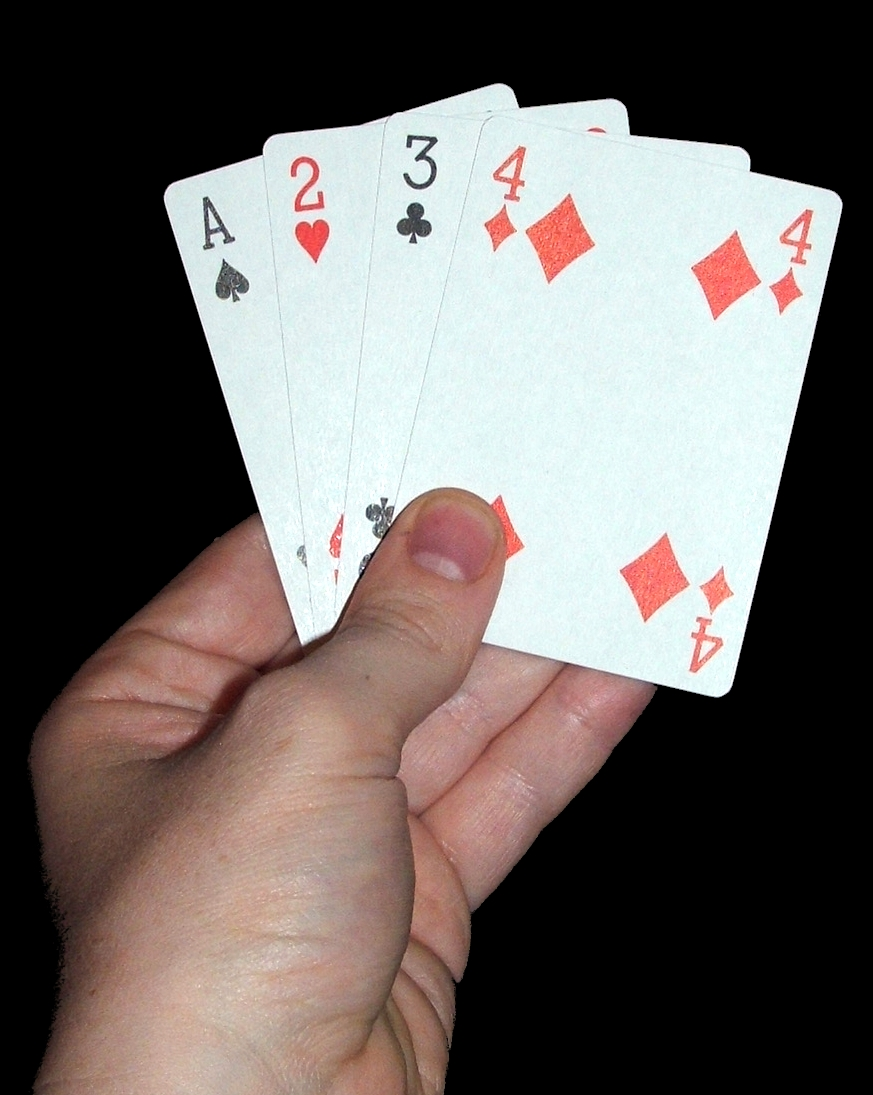
Die bestmögliche Badugi-Hand.

Badugi ist eine Variante des Kartenspiels Draw Poker. Jeder Spieler erhält vier Karten eines 52-Karten-Decks. Badugi wird üblicherweise im Format Triple Draw gespielt, kann aber auch mit nur einer Tauschrunde gespielt werden.

## Regeln
Genau wie beim Triple Draw gibt es beim Badugi eine Wettrunde, gefolgt von drei abwechselnden Tauschrunden und Wettrunden. Wie bei der Variante Texas Hold’em wird mit Blinds gespielt. Ein Spieler (Dealer) erhält den Dealer Button, der Spieler links vom Dealer setzt den Small Blind, und der nächste Spieler setzt den Big Blind, der üblicherweise das Doppelte des Small Blinds ist. Der Spieler links vom Big Blind beginnt die erste Wettrunde. Badugi kann mit allen gebräuchlichen Arten von Limits gespielt werden. In der Variante Limit wird üblicherweise ab der zweiten Tauschrunde mit dem doppelten Einsatz gespielt. Sind nach der letzten Wettrunde noch mehrere Spieler in der Hand, kommt es zum Showdown und die beteiligten Hände werden gewertet. Der Spieler mit der besten Hand gewinnt den Pot.

## Wertung
Die Wertung der Hände erfolgt nach der Wertungsvariante Lowball, mit folgenden Unterschieden:
- Die Hand besteht aus vier statt fünf Karten.
- Für die Wertung zählen nur Karten unterschiedlicher Farbe und unterschiedlichen Werts.

Hat man gepaarte Karten oder mehrere Karten derselben Farbe auf der Hand, wird eine der Karten gestrichen, bis man nur noch unterschiedliche Karten mit verschiedenen Farben auf der Hand hält. Wenn es mehrere Möglichkeiten gibt, Karten zu streichen, wird die bestmögliche Hand gewertet. Eine Badugi-Hand kann also aus vier, drei, zwei oder auch nur einer Karte bestehen. Dabei gewinnt immer die Hand, die mehr Karten hält, und bei der gleichen Anzahl Karten die bessere Low Hand. Daher ist 4-3-2-A in vier unterschiedlichen Farben die bestmögliche Badugi-Hand.

## Beispiele
- 9♠ 7♣ 4♦ 3♥ gegen J♥ 3♦ 2♠ A♣: Die erste Hand gewinnt, da sie die bessere Low hand ist, denn eine 9-low schlägt die J-low der zweiten Hand.
- 8♦ 3♣ A♥ A♠ gegen K♦ J♣ 9♠ 4♥: Die zweite Hand gewinnt, da sie aus vier Karten besteht und bei der ersten Hand eines der Asse gestrichen wird, so dass diese nur aus drei Karten besteht.
- K♥ K♣ 7♣ 5♦ gegen K♦ K♠ 3♦ 2♠: Die erste Hand gewinnt, da der K♣ gestrichen wird, um die Drei-Karten-Hand K♥ 7♣ 5♦ zu bilden, bei der zweiten Hand müssen beide Könige gestrichen werden, und damit erhält man die Zwei-Karten Hand 3♦ 2♠.

## Bedeutung
Badugi wird von einigen bekannten Pokerprofis nebenbei in privaten Runden gespielt. Man kann in einzelnen Online-Pokerräumen ebenfalls Badugi spielen, aber es ist keine so weit verbreitete Variante wie Texas Hold’em oder Omaha Hold’em.
Online wird Badugi mehr und mehr gespielt. So wurde bei der World Championship of Online Poker 2010 auch erstmals ein Badugi-Event gespielt.
Greg Raymer hat eine Variante des Chinese Poker für drei Spieler entwickelt, bei der zu den üblichen Händen eine Badugi-Hand hinzukommt.